# 欧州通貨単位
欧州通貨単位 （おうしゅうつうかたんい）は、通貨単位ユーロに先立ち、1979年3月13日から1998年12月31日までの間、ヨーロッパ共同体 (EC) および欧州連合 (EU) で使われていたバスケット通貨である。欧州通貨単位は基本的に欧州連合の計算単位として使用されていたが、1999年1月に銀行間取引など非現金取引を対象にユーロが導入され、欧州通貨単位はユーロに取って代わられた。通貨記号はEとCを合成した₠ (U+20A0)、ISO 4217通貨コードはXEU。
英名European Currency UnitからECU（エキュ、エキュー）と略されるが、フランスで革命前まで使われていた銀貨エキュ (écu) に似ており（多くの言語では発音は同じ）、またEC Unitとも読むことができる名称となっている。

## 概要
1979年3月13日、欧州通貨制度 (EMS) に基づき、加盟国の為替レートを固定し、将来的には通貨統合をおこなう目的で導入された。
1989年にベルギーが発行したECU金貨・銀貨を最初として、ジブラルタル、セント・トーマス・プリンセス、フランス、ボスニア・ヘルツェゴビナ、マルタなどでECU貨幣が発行された。
1999年1月1日、ユーロに取って代わられた。レートは1 ECU = 1ユーロである。ただし、ECUバスケットに参加していたイギリスとデンマークはユーロ圏には加わらず、ECUバスケットに参加していなかったフィンランドとオーストリアが新たにユーロ圏に加わった。
当初は通貨統合後の統一通貨もまたECUと仮称されていたが、1995年マドリードでのEU首脳会議で、ユーロとすることが決定された。先述したフランスの銀貨「エキュ」と酷似した名称にドイツが難色を示したためである。

## 欧州通貨単位(ECU)の機能について
欧州通貨単位、すなわちECUは、EMSの誕生とともに創設され、EMS下で活用された。EMSは主に次のような内容によって構成される。
- ERM
- ECUの創設
- 決済手段としてのECUの使用
- 介入資金をファイナンスする信用供与制度の拡充

このEMSにおいて、ECUは活用された。ECUはユーロとは異なり一般的に考えられるような実際に流通する通貨ではなく、法定通貨でもない。基本的に、ECUはヨーロッパの公的機関によって中央銀行間の決済やEC予算における計算単位などとして活用されたが、具体的な機能としては、次のような機能が挙げられる。
- ERMの表示機能
- 乖離指標の基準
- 介入・信用メカニズムの計算単位
- 通貨当局間の決済手段

このように公的機関によって使われるECUは公的ECUと呼ばれる。これに対して、ヨーロッパの民間で自然発生的に使われ、民間の資本取引や経常取引に使われていたECUは民間ECUと呼ばれる。民間ECUは構成通貨を調達し、それらを組み合わせることで構築するbundleや、元のそれぞれの構成通貨に分解するunbundleが可能だった。

## 記号の符号位置
| 記号 | Unicode | JIS X 0213 | 文字参照         | 名称         |
| ---- | ------- | ---------- | ---------------- | ------------ |
| ₠    | U+20A0  | -          | &#x20A0; &#8352; | 欧州通貨単位 |